# Visconte
Visconte è un titolo nobiliare che nella gerarchia araldica segue il titolo di conte.

## Storia
Il visconte del Latino "vicecomites", in tedesco Vizegraf, era un funzionario dello stato feudale, che sostituiva il conte. La carica era dunque attribuita dal conte a un uomo di sua fiducia, a cui affidava compiti di gestione del territorio di varia natura. Alla morte della persona il conte era libero di affidare l'incarico a chiunque lui ritenesse degno della sua fiducia. La figura sorse nell'età carolingia, ma non si sa esattamente quando. Fra i carolingi si parlava di Vicarii Comitum mentre tra i Longobardi si parlava di Ministri Comitum. Con il passare del tempo l'alta nobiltà cercò di affrancarsi sempre di più dall'autorità reale e questo si rifletté anche sui nobili di rango più basso e sui loro vassalli. L'autorità del visconte divenne dunque ereditaria ed i visconti entrarono a fare parte dell'aristocrazia.
Molto rapidamente i nobili che si fregiavano del titolo di visconte acquistarono potenza e ricchezza. La Contea del Poitou, creata da Carlo Magno nel 778, era divisa in quattro viscontee fra cui quella gestita dai visconti di Thouars che già nel X secolo iniziarano a aumentare il prestigio della famiglia con abili politiche matrimoniali.
In Inghilterra, il titolo fu attribuito per la prima volta da Enrico VI nel 1440 a John Beaumont (1409-1460) suo consigliere personale e amico. John Beaumont, I Visconte di Beaumont divenne rapidamente uno degli uomini più ricchi e potenti del suo tempo.
Facendo riferimento all'ordinamento italiano del 1943, il titolo di visconte segue quello di conte e precede quello di barone (in tedesco Freiherr, letteralmente Signore libero).
Nell'araldica italiana e spagnola, la corona di visconte è rappresentata da un cerchio d'oro cimato da cinque punte (3 visibili) sostenenti una perla, alternate da quattro piccole perle (due visibili) o da punte d'oro. Vi sono però altre fogge più o meno tollerate per la corona araldica di visconte.